# Ranger 2
 (mars 2019).
Ranger 2 est une sonde spatiale mise en orbite en 1961 pour tester les différents systèmes des véhicules spatiaux du programme Ranger de la NASA. Ce programme est conçu pour étudier de futures missions lunaires et interplanétaires. Ranger 2 embarque des expériences scientifiques sur le rayonnement cosmique, les champs magnétiques, les radiations, les particules de poussière et une éventuelle « traînée » d'hydrogène gazeux suivant la Terre.
La sonde Ranger 2 est lancée le 18 novembre 1961 mais en raison d'une défaillance de l'étage Agena B, la sonde lunaire ne peut atteindre que l'orbite terrestre basse alors qu'une orbite terrestre elliptique élevée est prévue. Elle ne peut mener à bien qu'une très petite partie de sa mission.

## Description du véhicule spatial

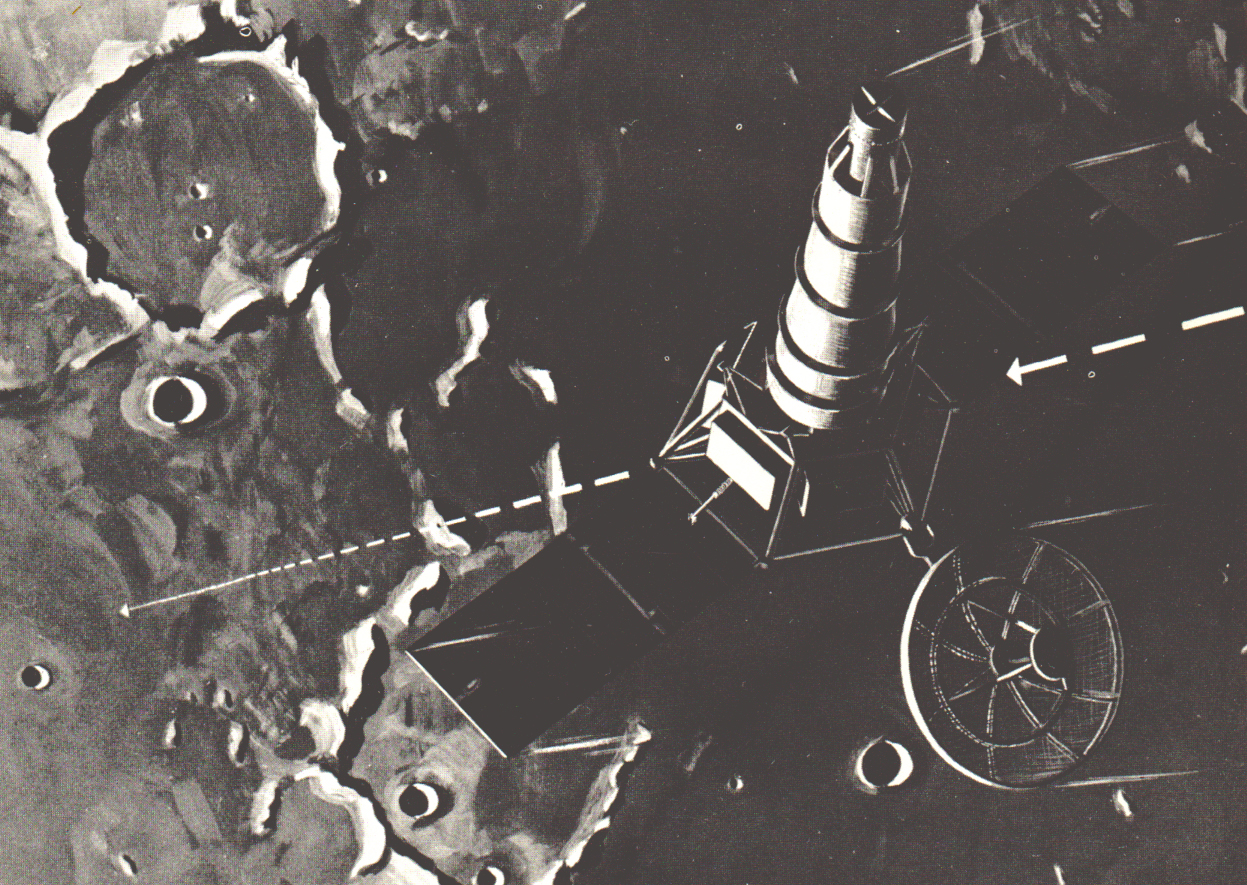
Une vue d'artiste de la sonde lunaire Ranger 2.

La sonde spatiale Ranger 2 fait partie de la conception de la phase 1 (Block I) du programme Ranger et est presque identique à Ranger 1. Le véhicule spatial consiste en une plate-forme hexagonale de 1,5 m sur laquelle est installée une tour conique de 4 m, avec des entretoises et des croisillons en aluminium. Deux panneaux solaires qui mesurent 5,2 m d'envergure, donnant l'impression que la sonde Ranger 2 possède des « ailes ». Une antenne parabolique directionnelle à gain élevé est fixée au bas de la plate-forme. Les différents capteurs pour les expériences scientifiques et d'autres équipements sont installés sur la plate-forme et sur la tour de la sonde. Parmi les instruments embarqués à bord de la sonde, on compte un télescope Lyman-alpha détectant les raies spectrales Lyman-alpha, un magnétomètre à vapeur de rubidium, des analyseurs électrostatiques, des détecteurs de particules à moyenne énergie, deux télescopes à triple coïncidence, une chambre d'ionisation destinée au rayonnement cosmique, des détecteurs de poussières cosmiques et un détecteur à scintillation.
Le système de communication comprend une antenne à gain élevé, une antenne omnidirectionnelle à gain moyen et deux émetteurs, l'un à 960 MHz avec une puissance de sortie de 0,25 W et l'autre avec 3 W de puissance de sortie. L'énergie est fournie par 8 680 cellules photovoltaïques installées sur les deux panneaux, un accumulateur argent-zinc de 53,5 kg et de plus petites piles pour certaines des expériences. Le contrôle d'attitude est assuré par un contrôleur de synchronisation à semi-conducteurs, des capteurs solaire et terrestre, des gyroscopes et une propulsion (jets de gaz) pour le tangage et le roulis. La température est contrôlée passivement par le revêtement en or, la peinture blanche et les surfaces en aluminium poli.

## Description des instruments
Détecteur de particules chargées (Chicago), le détecteur de particules à moyenne énergie de surface or-silicium (Au-Si) est conçu par le Cosmic Ray Group de l'université de Chicago pour détecter des protons avec des énergies comprises entre 0,5 et 10 MeV. Il se compose de deux disques de silicium à haute résistivité recouverts d'or et installés l'un derrière l'autre. Les disques ont un diamètre d'environ 5 mm et une épaisseur de 0,2 mm. Un proton dont l'énergie est supérieure à 0,5 MeV mais inférieure à 5 MeV pénètre dans le disque supérieur et produit une avalanche d'ions qui enregistrent un comptage dans le circuit électronique. Un proton dont l'énergie est comprise entre 5 et 10 MeV traverse le disque supérieur et enregistre un comptage dans le disque inférieur. Un proton dont l'énergie est supérieure à 10 MeV traverse les deux disques sans enregistrer de comptage.
Détecteur de particule chargées (Iowa), l'expérience de détection de particules à gamme d'énergie moyenne comprend une suite de modules de détection de particules chargées conçus pour mesurer les caractéristiques des protons et des électrons dans la région d'énergie de quelques keV à quelques MeV (couvrant la gamme des particules de plasma interplanétaires aux rayons cosmiques). Deux types de détecteurs différents sont utilisés : quatre détecteurs au sulfure de cadmium et deux compteurs Geiger.
Les quatre détecteurs au sulfure de cadmium sont disposés en deux paires pointant dans des directions différentes, toutes deux à environ 45° du Soleil. Les détecteurs ont un carré d'environ 2 mm et une épaisseur comprise entre 0,1 et 0,3 mm. L'un des détecteurs possède un « balai magnétique », un petit aimant qui dévie les électrons avec des énergies inférieures à 500 keV. Les trois autres n'ont pas d'aimants. Les détecteurs sont des cristaux de sulfure de cadmium dans lesquels la conductivité est proportionnelle au taux de dépôt de l'énergie d'ionisation, de sorte que pour une tension constante à travers le cristal, le flux de courant peut être lié au flux d'énergie. La plage de détection pour les trois détecteurs sans aimant est supérieure à 100 eV pour les protons et les électrons. Le détecteur avec l'aimant détecte les protons supérieurs à 400 eV et les électrons supérieurs à 500 keV. Un des détecteurs sans aimant a un obturateur qui limite la résolution angulaire à 0,001 à 0,005 stéradians, les trois autres ont une résolution angulaire de 0,01 stéradians.
Le compteur Geiger est un détecteur de type Anton 213. Il a une surface de comptage effective d'environ 0,12 cm2 et intègre une fenêtre de mica de 1,2 mg/cm2, qui permet de mesurer des protons supérieurs à 500 keV et des électrons supérieurs à 35 keV. La plage dynamique du détecteur est supérieure à 500 000 comptes par seconde. L'autre compteur Geiger est un compteur de type Anton 112 avec une paroi en titane de 30 mg/cm2 capable de mesurer des protons supérieurs à 3 MeV et des électrons supérieurs à 200 keV, avec une résolution d'angle de 10°. La zone de comptage effective est de 3 à 13 cm2.
Télescopes à particules chargées, la sonde spatiale a deux télescopes à triple coïncidence de particules chargées, constitués de tubes de comptes proportionnels. L'objectif scientifique des télescopes est de déterminer certaines des propriétés du rayonnement à haute énergie dans le milieu interplanétaire, y compris la proportion de comptes dus aux rayons X par rapport à ceux dus aux protons et autres particules de haute énergie. Une comparaison avec les résultats de la chambre d'ionisation à rayons cosmiques permet de déterminer le type et l'énergie des particules responsables de la mesure.
Chaque télescope comprend sept tubes compteurs, six dans un anneau concentrique autour du septième tube. Ces tubes se trouvent sur en saillie à travers le haut d'un des boîtiers d'équipement sur la plate-forme de la sonde Ranger 2. Les trois tubes extérieurs sont exposés à l'espace et les trois tubes sont dans le boîtier d'équipement. Chaque ensemble de trois est connecté électroniquement à un groupe qui alimente un amplificateur d'impulsions et un conformateur d'impulsions. Le tube central alimente son propre circuit équivalent.
Les deux télescopes sont un télescope à « basse énergie » et un télescope à « haute énergie », étant différent que par la quantité de blindage et sa configuration. Les compteurs du télescope à « haute énergie » sont des tubes en laiton de 7,62 cm de long et 1,27 cm de diamètre avec une épaisseur de 0,07 cm. Un blindage en plomb de 5 g/cm2 d'épaisseur entoure l'ensemble. L'unité « basse énergie » a des tubes de même taille mais en acier avec une épaisseur de paroi de 0,508 ± 0,002 5 mm. La moitié de l'assemblage a un blindage en plomb de 5 g/cm2 sur la longueur des tubes. La moitié non blindée de l'assemblage est la partie exposée que les particules peuvent atteindre sans rencontrer de matériau structurel de la sonde spatiale, ce qui donne une résolution angulaire inférieure à 180° pour les particules de faible énergie.
Le télescope basse énergie peut détecter des protons avec des énergies supérieures ou égales à 10 MeV et des électrons supérieurs ou égaux à 0,5 MeV. Le télescope à haute énergie détecte 75 MeV et plus de protons et 13 MeV et plus d'électrons en triple coïncidence, et bremsstrahlung au-dessus de 200 keV dans le tube central.
Lorsqu'une particule traverse le faisceau de tubes, le circuit électronique détermine quels groupes sont pénétrés. Si une impulsion provient des trois groupes à la fois, une triple coïncidence, la particule est à haute énergie plutôt qu'à basse énergie ou à rayons X. Les événements de triple coïncidence sont mesurés avec les comptages simples du tube central pour déterminer les comptes dus aux sources de haute énergie par rapport aux sources de faible énergie. Le taux de comptage du télescope à haute énergie permet de corriger les données du télescope à basse énergie afin de pouvoir calculer le flux de particules incident sur la partie non blindée de l'unité à faible énergie. La comparaison des données du télescope à basse énergie et de la chambre d'ionisation à rayons cosmiques (les deux détectent les particules dans la même gamme d'énergie) permet de déterminer l'ionisation moyenne par particule, à partir de laquelle le type et l'énergie de la particule peuvent être déterminés.
Détecteur de poussières cosmiques, est conçu pour mesurer le flux de particules de poussières dans l'espace cislunaire et pour obtenir des valeurs approximatives de la distribution d'énergie et de la quantité de mouvement des particules. Les objectifs scientifiques sont de déterminer la densité de la poussière et les effets du champ gravitationnel de la Terre sur cette densité, les distributions de masse et de vitesse des particules de poussière et toute variation dans le temps de ces propriétés qui peuvent exister. Le boîtier du détecteur de poussières cosmiques est logé dans une boîte en magnésium extrudé de 8,6 × 15,2 × 15,2 cm, plaquée avec 0,005 cm d'or 24 carats pour stabiliser la température de fonctionnement à 15,5 °C. L'expérience a une masse de 1,60 kg et nécessite une puissance de 2 watts. Il est installé au sommet de la structure principale de la sonde spatiale avec les détecteurs pointés à 90° par rapport à la ligne sonde-soleil et dans le plan Terre-sonde-soleil. Le détecteur comprend deux types de capteurs de particules, l'un pour mesurer l'énergie et l'autre pour mesurer la quantité de mouvement.
Le détecteur d'impact énergétique est un détecteur de flash lumineux qui mesure l'émission de lumière durant la formation de micro-cratères et fonctionne en supposant que l'intensité de la lumière émise est proportionnelle à l'énergie cinétique de la particule d'impact. Le détecteur est un tube photomultiplicateur de 3,49 cm de diamètre avec une couche d'aluminium de 800 ångströms d'épaisseur déposée sur la surface avant extérieure du tube pour protéger la photocathode contre la lumière étrangère. Les sorties proviennent de l'anode, de la dixième dynode et de la neuvième dynode du photomultiplicateur, chacune multipliée séparément. Le rapport des tailles d'impulsion est de 1 000, 31,6 et 1 respectivement. Le circuit de l'anode le plus sensible alimente un compteur 5 bits. Les dixième et neuvième sorties de dynode alimentent respectivement des compteurs 3 bits et 2 bits. L'énergie minimale détectable est d'environ 0,005 erg.
Le détecteur d'impact est un microphone à cristal piézo-électrique couplé mécaniquement à la surface sensible du tube photomultiplicateur. La sortie microphone pilote un amplificateur résonnant avec une fréquence moyenne de 100 kHz et un gain de tension de 80 dB. La sortie alimente à la fois un circuit d'un compteur à 2 bits et un autre amplificateur avec un gain de tension de 20 dB, qui alimente un autre compteur à 2 bits. Les circuits de déclenchement sont disposés de sorte que seule l'impulsion initiale soit vue. En supposant que la réponse du détecteur est proportionnelle à la quantité de mouvement de la particule d'impact, le seuil est d'environ 0,0001 dyne seconde.
L'expérience est sur une minuterie, donc la puissance est mise sous tension après 78,5 minutes de vol pour éviter les problèmes de couronne haute tension. Après la mise en marche, des taux de comptage anormalement élevés sont enregistrés par le détecteur de flash lumineux, probablement en raison de la lumière solaire directe ou réfléchie atteignant la photocathode à travers des trous d'épingle dans la surface de protection en aluminium des impacts de particules précédents. Durant les premières heures après le lancement, le rendement du microphone est erratique, probablement à cause du bruit acoustique en provenance du dégazage.
Chambre ionique à rayons cosmiques, l'objectif est de mesurer le rayonnement cosmique primaire et les autres rayonnements ionisants dans l'espace au-delà de l'atmosphère terrestre. L'instrument est une chambre d'ionisation intégrant des rayons cosmiques de type Neher. Il peut détecter des protons, des neutrons, des particules alpha et des noyaux plus lourds, mais n'a pas de résolution directionnelle. La chambre d'ionisation est une mince coque sphérique en acier (0,05 cm) remplie d'argon. À l'intérieur de la chambre se trouve un collecteur en quartz fondu avec un revêtement conducteur et une fibre de quartz avec un revêtement conducteur positionnée à environ 0,05 cm du collecteur. Le rayonnement pénétrant dans la chambre d'ionisation ionise le gaz argon et les ions sont collectés par le champ électrique entre la chambre et le collecteur. Le courant d'ionisation décharge le collecteur à un point où la fibre le touche et le recharge, produisant une impulsion de tension à travers une résistance de charge. Le temps entre les impulsions varie inversement avec le taux d'ionisation de l'argon.
La particule lourde d'énergie minimale qui est détectée est déterminée par l'épaisseur de la paroi de la chambre d'ionisation. L'épaisseur de 0,05 cm est choisie pour correspondre à l'épaisseur du télescope à triple coïncidence non blindé et à faible énergie. Cela donne une énergie minimale pour les protons de 10 MeV, pour les particules alpha de 40 MeV et pour les électrons de 0,5 MeV. Les électrons de faible énergie sont détectés par le processus de Bremsstrahlung avec une efficacité en fonction de leur énergie. L'instrument utilise une puissance de 4 à 10 MW. La chambre ionique est calibrée à l'intérieur de 1 %. Le fonctionnement de l'expérience durant le vol est normal, mais la valeur des données à des fins scientifiques est compromise par le temps vol et l'incapacité de la sonde spatiale à atteindre l'orbite prévue. Le contenu du registre de comptage de temps est parfois incorrect.
Analyseur électrostatique, l'expérience est conçue pour mesurer le flux de particules à faible énergie en fonction du signe de l'unité de charge, de l'énergie par unité de charge et de la direction du déplacement. L'expérience consiste en six analyseurs électrostatiques pointés dans différentes directions, chacun avec un angle d'environ 15° par rapport à sa normale. Les analyseurs se composent de deux plaques incurvées et d'un collecteur de charge de type Faraday. Le signe de l'unité de charge et l'amplitude de la déviation du courant sont modifiés en plus de 12 étapes, chaque étape ne permettant de compter qu'une seule gamme d'énergie de protons ou d'électrons. La plage d'énergie pour les électrons est de 13,7-110 eV et pour les protons est de 13,7–5 490 eV (particules chargées individuellement). Il peut détecter des flux de particules entre 8,6 × 104 et 8,6 × 1011 par cm2/s.
Télescope Lyman-alpha, l'expérience est conçue pour balayer la Terre dans la région de Lyman-alpha (1 050 à 1 350 Å) et pour étudier le constituant hydrogène de l'exosphère. Le télescope Lyman-Alpha est un télescope à balayage ultraviolet qui peut obtenir une série d'images à basse résolution de la Terre et de son exosphère en lumière ultraviolette près de la longueur d'onde Lyman-alpha (1 216 Å). Il est également capable de fournir des informations sur l'étendue géographique de toute activité aurorale. Le télescope est installé dans un système de cardan permettant le mouvement de l'axe du télescope dans deux plans perpendiculaires. Le télescope se compose d'un miroir parabolique de 25,4 cm de diamètre installé à l'intérieur d'un bouclier de rayonnement cylindrique.
Tenue au-dessus du miroir à sa mise au point par un trépied est une chambre d'ionisation cylindrique. Le miroir est une coque en magnésium soutenue par une matrice en époxyde. Le miroir est recouvert d'aluminium, puis de MgF2 pour améliorer la réflectivité à 1 216 Å. Le miroir a une réflectivité de 0,6 à 0,8 à 1 216 Å et est F /0,6. La butée de champ mesure 0,295 cm de diamètre. Le gain optique est d'environ 100 et le champ de vision est de 1,1° d'angle conique complet. La chambre d'ionisation mesure 2,54 cm de diamètre et 3,8 cm de long. Elle est remplie de monoxyde d'azote (NO) sous pression de 15 mm et d'un gaz de remplissage, du dioxyde de carbone (CO2), sous pression de 35 mm. Il a une fenêtre de fluorure de lithium (LiF) de 1 cm de diamètre à une extrémité, cimentée avec du chlorure d'argent (AgCl). Le seuil de sensibilité à la longueur d'onde supérieure est d'environ 1 350 Å, en raison de la concentration d'ionisation de monoxyde d'azote (NO). La longueur d'onde inférieure est d'environ 1 050 Å en raison de l'absorption de la fenêtre de fluorure de lithium (LiF). La tension de la chambre d'ionisation peut être ajustée pour donner le gain de gaz souhaité. La masse totale de l'expérience est de 6,35 kg et la puissance totale requise est de 1,15 watt.
Le télescope est conçu pour fonctionner en se déplaçant dans une position avec son axe de symétrie pointant à 20° du centre de la Terre dans le plan de roulis et de lacet de la sonde spatiale. Il numérise en balayant une image, en utilisant deux moteurs pour balayer l'altitude d'avant en arrière une fois, puis en progressant de 2° dans l'azimut et en répétant le balayage d'élévation. Durant le mouvement ascendant du balayage d'élévation, le gain de gaz est de 13, durant le mouvement descendant 650. Les données résultantes sont deux séries (une pour chaque gaz) d'images de 20 bandes de luminosité en fonction de l'élévation, 1,1° de largeur, 40° de longueur, séparées de 2°. Après un balayage, le télescope reste dans sa position finale en prenant des données de fond avec un gain de gaz de 650. Alors que le télescope balaye mécaniquement les régions, le détecteur produit un signal électrique proportionnel à la quantité de rayonnement Lyman-alpha qui lui est incidente, donnant une image brute semblable à une image de télévision. L'expérience transmet plusieurs étalonnages en vol et mesures de fond de Lyman-alpha, la quantité limitée des données étant due à l'échec de la sonde spatiale à atteindre sa trajectoire dans l'espace lointain et à la courte durée de la mission.
Magnétomètre à vapeur de rubidium, un magnétomètre installé au centre d'une coque sphérique creuse en fibre de verre de 33 cm de diamètre, est conçu pour mesurer l'amplitude et la direction du champ magnétique dans le milieu interplanétaire et pour détecter les occurrences de fluctuations de temps et d'espace. Des bobines de polarisation sont enroulées autour de la coque pour envoyer des courants électriques de forces connues durant la séquence de mesure. Un séquençage correct des courants dans les bobines permet de déterminer à la fois la force et la direction du champ magnétique dans l'espace. L'instrument prend des mesures des fluctuations rapides du champ jusqu'à 30 gamma par seconde afin d'étudier la structure fine du champ. La plage de sensibilité de l'expérience est de 0,05 à 105 gamma, avec une précision de 0,05 gamma. Les mesures sont faites du champ magnétique terrestre à une distance d'environ 6 rayons de la Terre. Mais la sonde lunaire Ranger 2 ne quitte l'orbite terrestre. En raison de l'orbite basse, le véhicule spatial ne s'éloigne jamais suffisamment de la Terre pour que l'intensité du champ soit inférieure à 105 gamma, ce qui est hors de portée de l'instrument, et aucune donnée n'est obtenue.
Compteurs de scintillation à rayons X, est une expérience militaire de la USAF, les compteurs sont conçus pour détecter des variations à très court terme des sursauts de rayons X solaires de faible énergie, à la fois pour les études scientifiques du Soleil et pour permettre aux futurs instruments de différencier les événements nucléaires des sursauts solaires. L'instrument se compose d'une paire de compteurs à scintillation/photomultiplicateurs installés à environ 30 cm de distance avec les surfaces sensibles face au Soleil. Six fenêtres opaques à l'avant de chaque compteur protègent contre la perforation de la poussière des rayons cosmiques tout en laissant passer les rayons X. Ils peuvent détecter des rayons X solaires à faible énergie dans la plage de 1 à 20 keV. L'instrument a une masse de 5,4 kg et comprend sa propre alimentation par batterie de 2 watts, sa logique et son système de traitement des données. Les minuteries activent l'alimentation haute tension des photomultiplicateurs, 8 heures après le lancement pour éviter d'éventuels dommages lors du passage à travers les ceintures de Van Allen de la Terre.
L'expérience des rayons X est construite et fournie par le laboratoire scientifique Los Alamos en coopération avec Sandia Corporation dans le cadre du projet Vela Hotel de la USAF et de la Commission de l'énergie atomique, afin de les aider à identifier les essais nucléaires. L'instrument est ajouté aux sondes spatiales Ranger 1 et Ranger 2 à la demande de l'ARPA et à la demande de la NASA après confirmation du dossier scientifique, d'où le caractère autonome de l'instrument. L'instrument est logé sur la sonde spatiale après un certain remaniement des composants de la sonde spatiale.Les dernières données obtenues de Ranger 2 sont de 06 h 49 min et la minuterie de l'instrument étant réglée sur 8 heures après le lancement, aucune donnée n'est retournée de cette expérience.

## Déroulement de la mission
Peu après l'échec de la mission Ranger 1, le lanceur Atlas-D # 117 et son étage supérieur Agena B # 6002 sont installés sur l'aire de lancement LC-12 à la base de lancement de Cap Canaveral pour la prochaine tentative. Une fois encore, préparer le lanceur et le véhicule spatial pour le vol s'avère être une expérience frustrante. Le 24 octobre, la NASA reçoit des informations en provenance de la côte ouest des États-Unis qui indiquent qu'une panne hydraulique a empêché Discoverer 33 de se placer en orbite la veille. L'étage Agena B est démonté et un contrôle approfondi est effectué. L'étage de Ranger 2 possède le même problème que l'étage Agena de Discoverer 33, nécessitant dès lors des travaux de réparation. Il faut attendre la mi-novembre pour que tout soit enfin prêt[réf. nécessaire].
Le décollage a lieu le 18 novembre 1961 à 08 h 12 min 21,5 s TU. Un signal inadéquat du pilote automatique a pour conséquence que la commande BECO (Booster Engine Cut-Off, arrêt des moteurs du premier étage) du lanceur Atlas-Agena B a lieu 0,4 seconde trop tôt. La phase suivante du vol démarre donc avec une vitesse inférieure à la vitesse nominale. Cependant, l'ordinateur de guidage est programmé pour ne pas émettre la commande SECO (Second Engine Cut-Off, arrêt des moteurs du second étage) tant que la vitesse correcte n'est pas atteinte. Le même dysfonctionnement s'était produit un mois plus tôt (le 21 octobre) sur le lanceur Atlas 105D / Midas 4 et a été attribué à l'emplacement de l'interrupteur de secours pour la séparation des étages situé sur le côté du réservoir d'oxygène liquide (LOX). Les températures extrêmement froides l'ont affecté. L'interrupteur est déplacé vers le réservoir de carburant pour les lanceurs Atlas-Agena B suivants[réf. nécessaire].
Lorsque vient le moment de redémarrer l'étage Agena B pour la deuxième fois, le résultat est qu'aucun allumage ne se fait. Cette fois, le problème est attribué à un gyroscope lié au roulis qui est défectueux et empêche le redémarrage de l'étage Agena B. Ce problème n'est pas détecté au moment du lancement. La sonde Ranger 2 se sépare de l'étage Agena B et est placée sur une orbite terrestre encore plus basse que l'orbite de la sonde Ranger 1. Les stations de poursuite ne peuvent pas se verrouiller sur la sonde, ni lui envoyer de commandes, pas plus que le système de contrôle d'attitude ne peut la stabiliser. Les données de télémétrie et des instruments sont reçues durant quelques heures, mais l'orbite est devenue trop basse. Des données sont reçues par une petite antenne de poursuite mobile à Johannesbourg, en Afrique du Sud, le 18 novembre à 14 h 56 TU. La sonde pénètrent dans l'atmosphère terrestre à 04 h 00 TU le 19 novembre 1961. La sonde Ranger 2 passant sous l'horizon. Après moins de 20 heures et 19 orbites, la sonde Ranger 2 rentre dans l'atmosphère et se consume,.
Les planificateurs s'attendaient à ce que, durant cinq mois d'exploitation, ils puissent vérifier la conception technique de la sonde et mener des expériences scientifiques clés pour étudier l'environnement spatial sur une période prolongée. Comme les sondes du Block I (Ranger 1 et Ranger 2) ne portent pas de moteur-fusée, ils ne peuvent pas modifier leur trajectoire. Lors de cette tentative, la sonde Ranger 2, comme son prédécesseur, n'a pas réussi à quitter l'orbite terrestre basse, l'étage Agena B n'ayant pas réussi à s'allumer. Sur son orbite basse, la sonde Ranger 2 perd son orientation solaire, puis finalement, cesse de fonctionner. Il rentre dans l'atmosphère le 19 novembre 1961. La cause la plus probable de cette défaillance est le non fonctionnement du gyroscope pour le contrôle de roulis du système de guidage de l'étage Agena B. En conséquence, l'étage utilise tout le propergol du contrôle d'attitude pour son premier allumage d'insertion en orbite. Au moment du deuxième allumage, sans une bonne attitude, le moteur ne s'allume pas